# Romana Film
Romana Film  è stata una casa cinematografica italiana, fondata a Roma nel 1946 da Fortunato Misiano per la produzione e distribuzione di film.

## Storia
Casa cinematografica fondata a Roma, nell'immediato dopoguerra, da Fortunato Misiano, messinese trasferitosi nella capitale con la famiglia nel 1919, dopo il terremoto nel capoluogo siciliano. Misiano dopo varie attività come comparsa, aiuto macchinista, e direttore di produzione nel 1946 fonda la Romana Film impresa per la produzione e distribuzione di film, con sede in via Massaua 6.
Misiano è stato anche direttore generale della Siden Film, compagnia nazionale di distribuzione e noleggio film.
I generi e le tematiche più seguite nelle produzioni sono quelli sentimentali, strappalacrime di ambiente napoletano, cappa e spada, peplum e spionaggio. Sino al 1969 verranno prodotte o coprodotte circa 100 pellicole.
L'attività produttiva si conclude nel 1969 con il film Zorro marchese di Navarra. 
Alla morte di Fortunato Misiano l'attività come distribuzione verrà proseguita dal figlio Franco Misiano.
Nel 2018 il Centro sperimentale di cinematografia ha pubblicato La Romana Film. L'avventura nel cinema di Fortunato Misiano, a cura di Steve Della Casa.

## Film prodotti
- Dove sta Zazà?, regia di Giorgio Simonelli (1947)
- Sperduti nel buio, regia di Camillo Mastrocinque (1947)
- Il barone Carlo Mazza, regia di Guido Brignone (1948)
- Monaca santa, regia di Guido Brignone (1948)
- Marechiaro, regia di Giorgio Ferroni (1949)
- Santo disonore, regia di Guido Brignone (1949)
- Il nido di falasco, regia di Guido Brignone (1950)
- Carcerato, regia di Armando Grottini (1951)
- Gli innocenti pagano, regia di Luigi Capuano (1951)
- La vendetta di una pazza, regia di Pino Mercanti (1951)
- Verginità, regia di Leonardo De Mitri (1951)
- La carovana del peccato, regia di Pino Mercanti (1952)
- Ergastolo, regia di Luigi Capuano (1952)
- Processo contro ignoti, regia di Guido Brignone (1952)
- Rimorso, regia di Armando Grottini (1952)
- Condannatelo!, regia di Luigi Capuano (1953)
- Il mostro dell'isola, regia di Roberto Bianchi Montero (1953)
- Una donna prega, regia di Anton Giulio Majano (1953)
- In amore si pecca in due, regia di Vittorio Cottafavi (1954)
- Desiderio 'e sole, regia di Giorgio Pastina (1954)
- Una donna libera, regia di Vittorio Cottafavi (1954)
- Lacrime d'amore, regia di Pino Mercanti (1954)
- Lettera napoletana, regia di Giorgio Pastina (1954)
- La Luciana, regia di Domenico Gambino (1954)
- Piscatore 'e Pusilleco, regia di Giorgio Capitani (1954)
- Il tradimento di Elena Marimon, regia di Haide Calef (1954)
- Cortile, regia di Antonio Petrucci (1955)
- La rossa, regia di Luigi Capuano (1955)
- Scapricciatiello, regia di Luigi Capuano (1955)
- 'Na sera 'e maggio, regia di Giorgio Pastina (1955)
- Suonno d'ammore, regia di Sergio Corbucci (1955)
- Suor Maria, regia di Luigi Capuano (1955)
- Amaramente, regia di Luigi Capuano (1956)
- Il cavaliere dalla spada nera, regia di László Kish (1956)
- Maruzzella, regia di Luigi Capuano (1956)
- Tormento d'amore, regia di Claudio Gora (1956)
- Il conte di Matera, regia di Luigi Capuano (1957)
- Onore e sangue, regia di Luigi Capuano (1957)
- Primo applauso, regia di Pino Mercanti (1957)
- Serenata a Maria, regia di Luigi Capuano (1957)
- Carosello di canzoni, regia di Luigi Capuano (1958)
- Il cavaliere del castello maledetto, regia di Mario Costa (1958)
- Educande al Tabarin, regia di Maurice Regamey (1958)
- Ricordati di Napoli, regia di Pino Mercanti (1958)
- Il mondo dei miracoli, regia di Luigi Capuano (1959)
- La scimitarra del saraceno, regia di Piero Pierotti (1959)
- Il cavaliere dai cento volti, regia di Pino Mercanti (1960)
- Madri pericolose, regia di Domenico Paolella (1960)
- I pirati della costa, regia di Domenico Paolella (1960)
- Le signore, regia di Turi Vasile (1960)
- Il terrore dei mari, regia di Domenico Paolella (1960)
- Le avventure di Mary Read, regia di Umberto Lenzi (1961)
- Il segreto dello Sparviero Nero, regia di Domenico Paolella (1961)
- Una spada nell'ombra, regia di Luigi Capuano (1961)
- Gli uomini vogliono vivere, regia di Léonide Moguy (1961)
- Caterina di Russia, regia di Umberto Lenzi (1962)
- Duello nella Sila, regia di Umberto Lenzi (1962)
- Gli eroi del doppio gioco, regia di Camillo Mastrocinque (1962)
- Golia e il cavaliere mascherato, regia di Piero Pierotti (1963)
- L'invincibile cavaliere mascherato, regia di Umberto Lenzi (1963)
- Sansone contro il Corsaro Nero, regia di Luigi Capuano (1963)
- Sansone contro i pirati, regia di Tanio Boccia (1963)
- Zorro contro Maciste, regia di Umberto Lenzi (1963)
- Ercole contro i tiranni di Babilonia, regia di Domenico Paolella (1964)
- Ercole contro Roma, regia di Piero Pierotti (1964)
- Golia alla conquista di Bagdad, regia di Domenico Paolella (1964)
- Sansone e il tesoro degli Incas, regia di Piero Pierotti (1964)
- A 008, operazione Sterminio, regia di Umberto Lenzi (1965)
- Il mistero dell'isola maledetta, regia di Piero Pierotti (1965)
- Superseven chiama Cairo, regia di Umberto Lenzi (1965)
- Delitto a Posillipo, regia di Roberto Parravicini (1966)
- Un milione di dollari per 7 assassini, regia di Umberto Lenzi (1966)
- Le spie amano i fiori, regia di Umberto Lenzi (1966)
- Zorro il ribelle, regia di Piero Pierotti (1966)
- Assalto al tesoro di Stato, regia di P.E. Stanley (1967)
- Gungala la vergine della giungla, regia di Romano Ferrara (1967)
- Samoa, regina della giungla, regia di Guido Malatesta (1967)
- Un corpo caldo per l'inferno, regia di Franco Montemurro (1968)
- Il figlio di Aquila Nera, regia di Guido Malatesta (1968)
- Zorro alla corte d'Inghilterra, regia di Franco Montemurro (1968)
- Le calde notti di Poppea, regia di Guido Malatesta (1969)
- Tarzana, sesso selvaggio, regia di Guido Malatesta (1969)
- Zorro marchese di Navarra, regia di Franco Montemurro (1969)